# دانشگاه علوم کاربردی نروژ غربی
دانشگاه علوم کاربردی نروژ غربی (انگلیسی: Western Norway University of Applied Sciences؛ نروژی: Høgskulen på Vestlandet) که از آن با نام مخفف اچ‌وی‌ال (HVL) هم یاد می‌شود، یک موسسه آموزش عالی دولتی نروژی است که در ژانویه ۲۰۱۷ از طریق ادغام پنج پردیس برگن، فورده، هوگسوند، سوگندال و استورد ایجاد شد. قدمت قدیمی‌ترین برنامه‌های این دانشگاه می‌تواند تا جایی حوالی سال ۱۸۳۹ به عقب برود. تعداد کل دانشجویان در اچ‌‌وی‌ال حدود ۱۶۰۰۰ نفر است و تعداد کارمند علمی و اداری آن به حدود ۱۸۰۰ نفر می‌رسد. پردیس اصلی این دانشگاه در محله کرونستاد برگن، نروژ است.